# Tour préliminaire à la Coupe d'Asie des nations de football 1964

Équipes qualifiées
Équipes participantes
Équipes ayant déclaré forfait

Cette page présente le tour préliminaire à la Coupe d'Asie des nations 1964.
Onze pays affiliés à l'AFC s'engagent dans la 3e édition de la Coupe d'Asie des nations. La Corée du Sud, tenant du titre et Israël, pays hôte du tournoi final, sont directement qualifiés et ne disputent pas ces éliminatoires.

Ce tour préliminaire concerne 9 équipes asiatiques, réparties en 2 groupes géographiques. Le vainqueur de chacun des groupes est qualifié pour la phase finale.

## Tirage au sort des groupes éliminatoires
| - Zone Ouest : - Inde - Iran - Pakistan - + 2 autres équipes | - Zone Est : - Malaisie - Hong Kong - Thaïlande - Sud-Vietnam |

## Zone Ouest:Inde
- L'Inde est directement qualifiée pour la phase finale de la Coupe d'Asie des nations, à la suite du forfait de toutes les équipes engagées dans son groupe éliminatoire, pour des raisons politiques. En effet, la phase finale devant se dérouler en Israël, l'Iran ainsi que le Pakistan se retirèrent du tournoi.

| Rang | Équipe          | Pts | J | G | N | P | Bp | Bc | Diff |
| ---- | --------------- | --- | - | - | - | - | -- | -- | ---- |
| 1    | Inde            |     |   |   |   |   |    |    |      |
| 2    | Iran            |     |   |   |   |   |    |    |      |
| 3    | Pakistan        |     |   |   |   |   |    |    |      |
| 4    | Equipe inconnue |     |   |   |   |   |    |    |      |
| 5    | Equipe inconnue |     |   |   |   |   |    |    |      |

## Zone Est:Hong Kong
- Tournoi organisé au Sud-Vietnam :

| Rang | Équipe      | Pts | J | G | N | P | Bp | Bc | Diff |  | Résultats   |  |     |     |     |
| ---- | ----------- | --- | - | - | - | - | -- | -- | ---- |  | ----------- |  | --- | --- | --- |
| 1    | Hong Kong   | 5   | 3 | 2 | 1 | 0 | 11 | 7  | +4   |  | Hong Kong   |  | 4-1 | 4-3 | 3-3 |
| 2    | Sud-Vietnam | 4   | 3 | 2 | 0 | 1 | 9  | 7  | +2   |  | Sud-Vietnam |  |     | 5-3 | 3-0 |
| 3    | Malaisie    | 2   | 3 | 1 | 0 | 2 | 9  | 10 | -1   |  | Malaisie    |  |     |     | 3-1 |
| 4    | Thaïlande   | 1   | 3 | 0 | 1 | 2 | 4  | 9  | -5   |  | Thaïlande   |  |     |     |     |

## Les qualifiés
- Israël - Pays organisateur (qualifié d'office)
- Corée du Sud - Tenant du titre (qualifié d'office)
- Inde - Vainqueur du groupe Ouest
- Hong Kong - Vainqueur du groupe Est